# Bogolubowo
Bogolubowo (ros. Боголюбово) – osiedle typu miejskiego w Rosji, w rejonie suzdalskim obwodu włodzimierskiego. Miejscowość jest siedzibą sielsowietu Bogolubowo i leży na Złotym Pierścieniu Rosji.

## Położenie geograficzne
Bogolubowo leży nad ujściem rzeki Nerli (dopływem Klaźmy) 2 km na północny wschód od Włodzimierza.

## Historia
Miejscowość została założona w 1158 roku jako rezydencja Andrzeja Bogolubskiego. Powstanie Bogolubowa było powiązane legendą, gdy Andrzej wiózł ikonę z Włodzimierza do Rostowa Wielkiego, konie nie chciały dalej iść i musieli przenocować w tym miejscu. Tej nocy Andrzejowi objawiła się Matka Boża, i na tym samym miejscu postanowiono założyć miasto wraz z Monasterem, gdzie miała być przechowywana ikona.
Za panowania Andrzeja stało się miastem o stałej ludności, własnym samorządem, handlem i rzemiosłem. Było uważane za stolicę Rusi Włodzimiersko-Suzdalskiej.
Badania Sergiusza Zagrajewskiego pokazały, że w czasach przedmongolskich miasto nie otaczał jeden, lecz dwa mury obronne. Wewnętrzny mur był biało-kamienny o obwodzie 1,5 km, a zewnętrzny mur osiągał 2,9 km wykonany z drewna i ziemi. W murach miejskich z białego kamienia znajdował się pałac z białego kamienia i kompleks świątynny Zamek księcia Andrzeja.
Los miasta zmienił się po śmierci księcia Andrzeja. W 1177 roku miejscowość splądrował i zagrabił riazański książę Gleb, a po najeździe Tatarów miasto utraciło na znaczeniu. W wiekach XVII do XIX rozwijał się monaster.
Po rewolucji z 1917 roku monaster zamknięto, a w 1992 roku został reaktywowany. Od 1997 roku w Bogolubowie działają dwa monastery (męski i żeński).
Od 1945 do 1965 roku miejscowość była stolicą rejonu włodzimierskiego, od 1965 roku w składzie rejonu suzdalskiego. W 1960 roku otrzymała status osiedla typu miejskiego, od 1 stycznia 2006 jest siedzibą sielsowietu Bogolubowo.
Do dzisiaj częściowo przetrwały wały ziemne, rowy oraz szczątki murów i biało-kamiennych filarów fortyfikacji: portal z łukiem, wieża na planie kwadratu o krętych schodach, a także cokołowa część cerkwi Narodzenia Matki Bożej (1158-1165), na której została wzniesiona wielopoziomowa cerkiew z 1751 w stylu barokowym. Nadbramna cerkiew-dzwonnica Zaśnięcia Matki Bożej i komórki zostały zbudowane w XIX wieku. Sobór Bogolubskiej Ikony Matki Bożej zbudowano w 1866 roku z rąk architekta Konstantina Thona w stylu bizantyjsko-rosyjskim. Nieopodal miejscowości znajduje się Cerkiew Opieki Matki Bożej, którą potocznie nazywa się Pokrow na Nerli.

## Transport
W Bogolubowie znajduje się przystanek kolejowy Bogolubowo, położony na nowym szlaku Kolei Transsyberyjskiej.

## Galeria

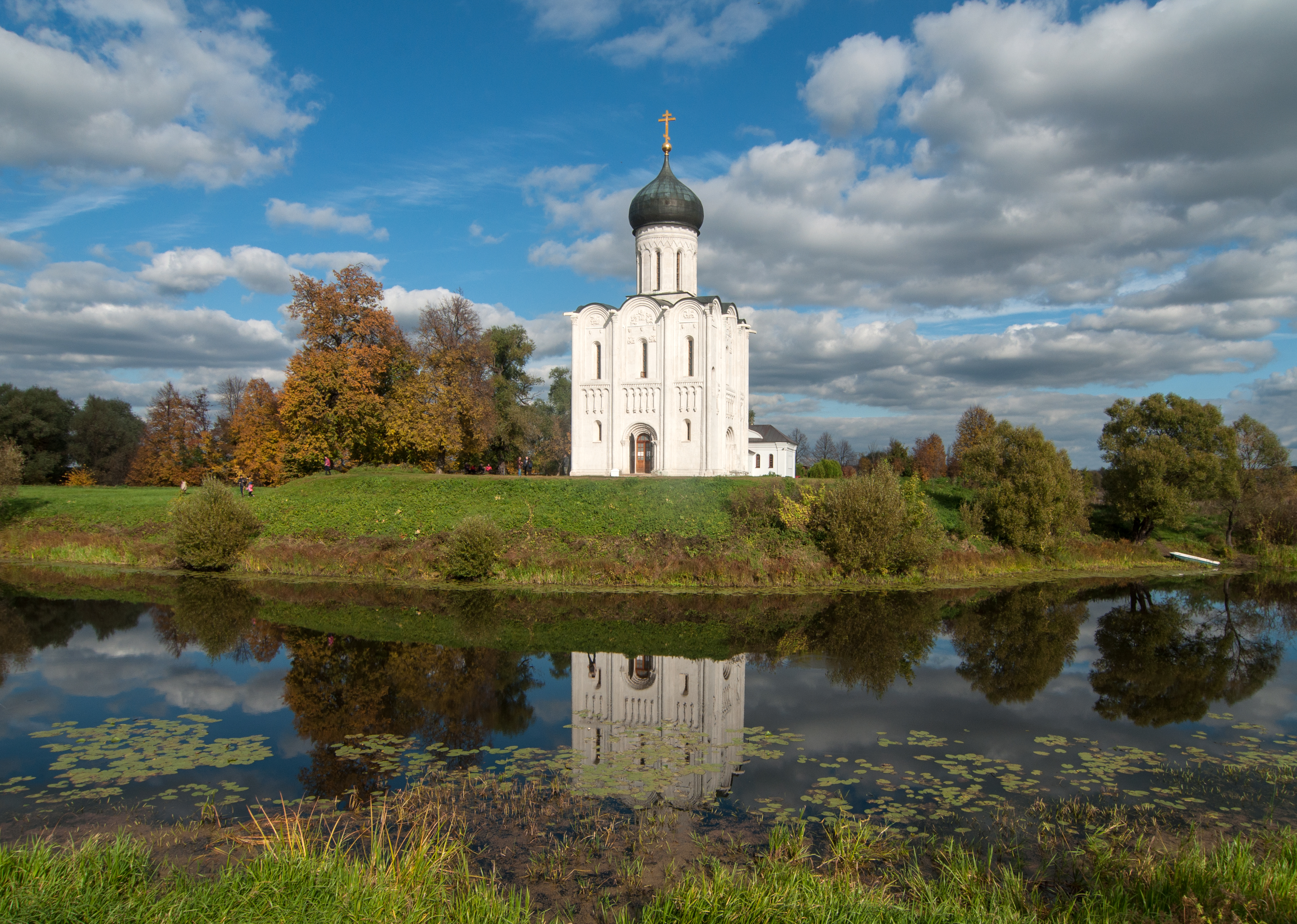
Pokrow na Nerli
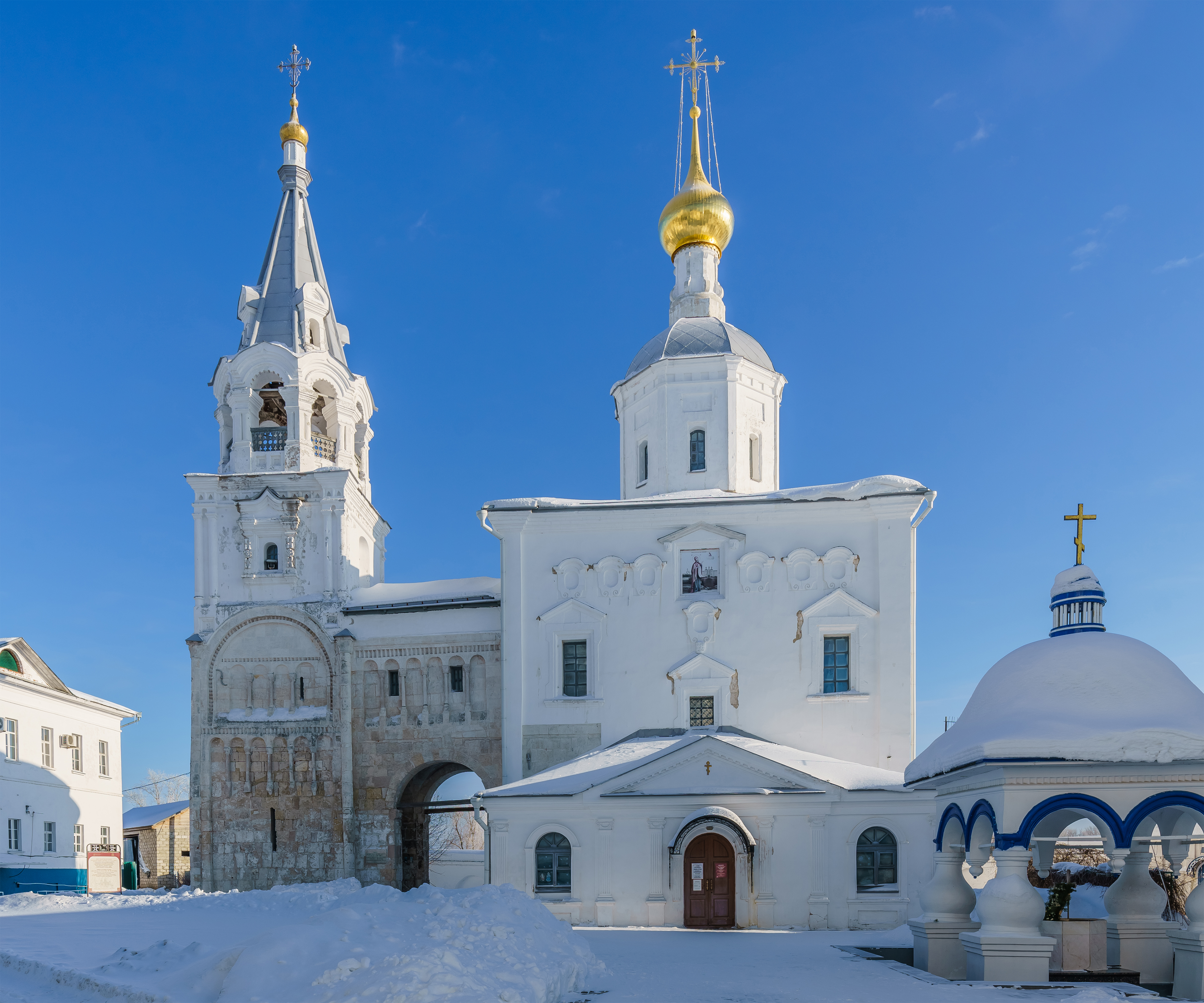
Cerkiew Narodzenia Najświętszej Maryi Panny
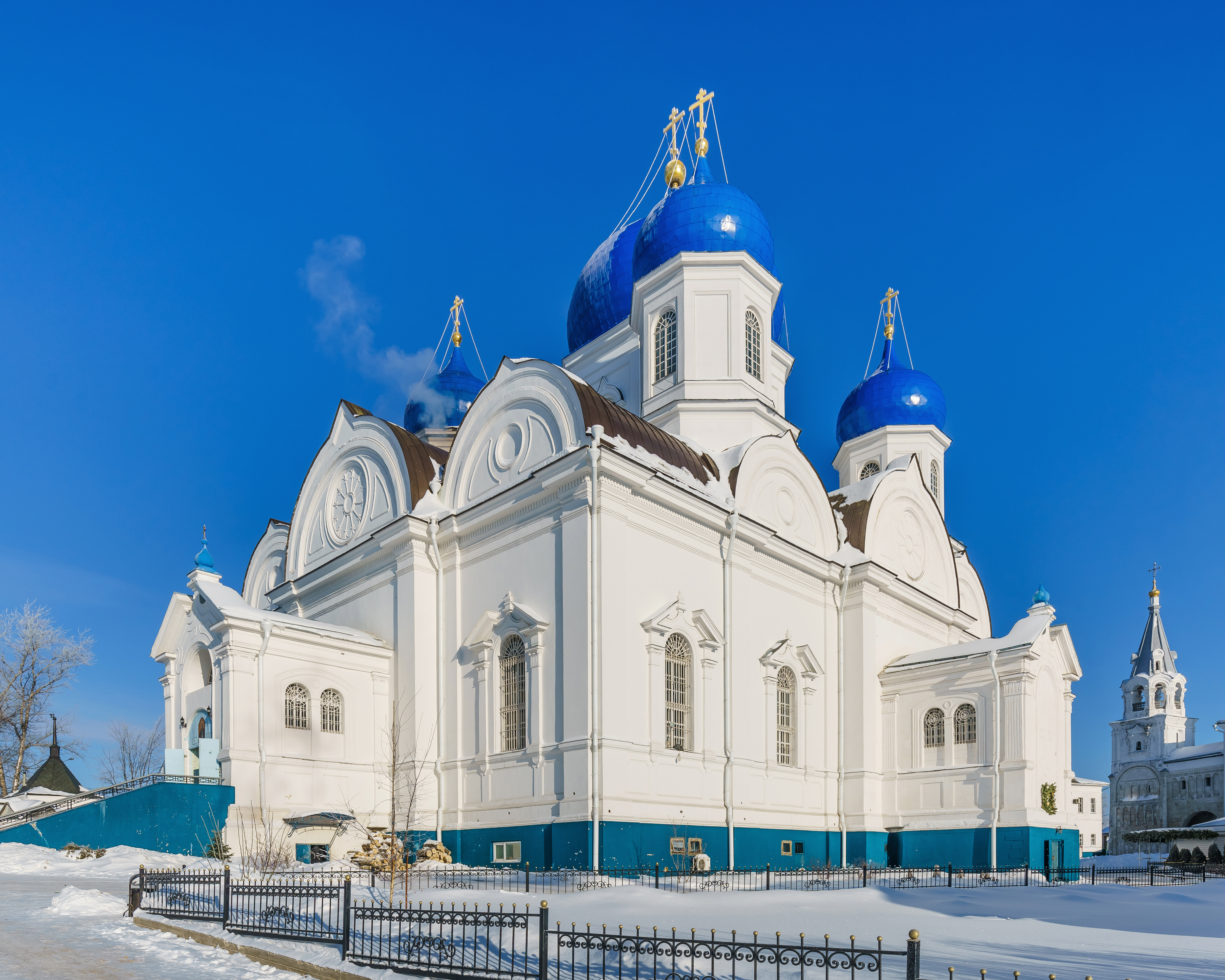
Sobór Bogolubskiej Ikony Matki Bożej
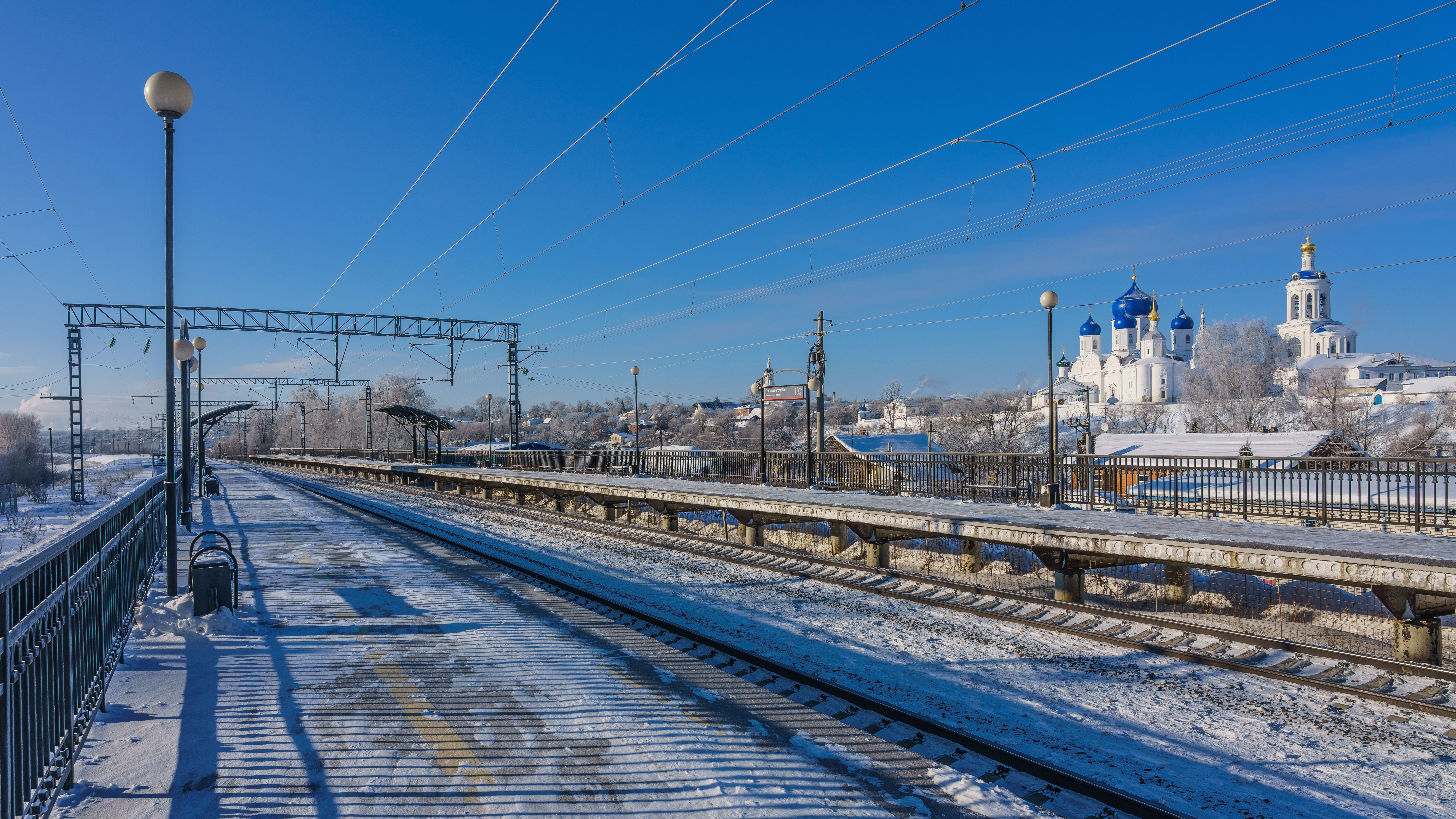
Stacja kolejowa